# Heterochroma sarepta
Heterochroma sarepta là một loài bướm đêm trong họ Noctuidae.